# گرازی (خواف)
گرازی، روستایی از توابع بخش مرکزی شهرستان خواف در استان خراسان رضوی در ایران است.

## جمعیت
این روستا در دهستان میان‌خواف قرار داشته و بر اساس سرشماری سال ۱۳۸۵ جمعیت آن (۶۹خانوار) ۳۴۵نفر
بوده است. روستای ییلاقی گرازی روستایی کوهستانی در کنار تپه است ک به مردم ان کرملی می‌گویند.